# Uggelhuse
Uggelhuse er en by i Østjylland med 420 indbyggere  (2024), beliggende 8 km vest for Allingåbro og 14 km øst for Randers. Byen hører til Randers Kommune og ligger i Region Midtjylland.
Uggelhuse hører til Virring Sogn og er sognets største by. Virring Kirke ligger i landsbyen Virring 5 km mod syd.

## Geografi
Uggelhuse ligger på sydsiden af Randers Fjord, hvor den forgrener sig med forbindelsen mod Randers og Gudenåen mod vest, Grund Fjord mod øst og forbindelsen med Kattegat mod nord. Landskabet ud mod Randers Fjord er helt fladt, hvorimod byen rejser sig mod syd. Et nyere parcelhusområde op ad bakkerne mod sydøst adskiller sig tydeligt fra den oprindelige bebyggelse, der hovedsageligt ligger i to rækker langs den næsten 2 km lange bygade.

## Faciliteter
Børnene går på Assentoftskolen, der ligger i Assentoft 6 km mod sydvest. Uggelhuse er den næststørste by i skolens distrikt – efter Assentoft. Byen har forsamlingshus, hvor der kan dækkes op til 90 personer i den store sal og 35 i den lille sal. Uggelhuse Havn er en privat lystbådehavn med 30 havnepladser.

## Navn
Den oprindelige betydning af forstavelsen uggel har været "afsides", så Uggelhuse betyder "de afsides liggende huse". I 1479 havde bebyggelsen navnet Wgdall. I slutningen af det 17. århundrede fik den navnet Ogelhusene (1688) og senere Ulhuse.

## Historie
Uggelhuse er opstået som et gårdsamfund på engene ved foden af Virring bakker, hvor man samtidig har levet af fiskeri i fjorden. De to erhverv har suppleret hinanden, så Uggelhuse var også en fjordfiskerlandsby, og det er det, byen tydeligst bærer præg af. I dag er der imidlertid ingen primær erhvervsdrift forbundet med fjorden.

### Stationsbyen
Uggelhuse fik jernbanestation med posthus på Randers-Ryomgård-banen, da den blev åbnet i 1876.
I 1901 beskrives Uggelhuse således: "Uggelhuse med Skole, Forsamlingshus (opf. 1895), Kro, Ladeplads, Jærnbane- og Telegrafst." Målebordsbladene fra 1800-tallet og 1900-tallet, der hhv. bruger stavemåden Ulhuse og Ugelhuse, viser også en smedje og foruden landingsstedet (den nuværende lystbådehavn) et færgested for enden af Lodsstien.
Banen blev nedlagt i 1971, men skinnerne ligger der endnu på strækningen mellem Randers og Allingåbro, hvorfra man kan køre gennem Uggelhuse med skinnecykler på den 16 km lange strækning til Ørneborgvej i Kristrup. Stationsbygningen er bevaret på Stationsvej 3.